# 亮度溫度
亮度溫度（英語：Brightness temperature）或亮溫度是一種表達物體在特定頻率ν的輻射強度的假想溫度。當一物體和一與周圍環境達成熱平衡的黑體在特定頻率輻射出同強度電磁波時，黑體的絕對溫度即為物體在該頻率下的亮度溫度。這個概念被廣泛地用在電波天文學和行星科学中。
亮度溫度並不是通常意義上的溫度。其表征了輻射強度，且依賴於輻射機制，因此與輻射體的物理溫度有很大差別（儘管理論上可以構造一種裝置由輻射源加熱使得真實的物理溫度等於亮度溫度）。非熱能源也可以擁有非常高的亮溫度。脈衝星的亮溫度可以達到{\displaystyle 10^{26}}K。對於典型的氦氖激光器的輻射，其能量在60mW，相干長度20cm，集中在直徑為10μm的點上，它的亮溫度接近{\displaystyle 14\times 10^{9}}K。